# Dennis Vargas Marín
Dennis Javier Vargas Marín (Mamara, 18 de mayo de 1952) es un periodista, abogado, constitucionalista, docente y político peruano. Fue congresista de la república durante el periodo 1995-2000. Actualmente es conductor en PBO Radio.

## Biografía
Nació en el distrito de Mamara, ubicado en la provincia de Grau del departamento de Apurímac, el 18 de mayo de 1952.  
Llegó a la ciudad de Lima en los años 70 para luego postular a la Universidad Nacional Mayor de San Marcos, donde logró ingresar a la facultad de Derecho y graduándose como abogado.
Ejerció como docente en la Universidad Nacional Mayor de San Marcos, Federico Villarreal y en la de San Martín de Porres.

## Carrera periodística
Se inició como periodista a los 13 años de edad, relatando fútbol en una cadena radial del Cusco “Radio Tahuantinsuyo”. Es apodado como “El Hijo Natural de la Radio” porque a los 5 años tuvo su primer contacto con la radio.
El 7 de octubre de 1963, condujo en Radio Programas del Perú junto a Humberto Martínez Morosini y Guido Lombardi. Actualmente labora como conductor en PBO Radio.

## Carrera política

### Congresista de la República
Dennis Vargas se inicia en el ámbito político cuando, en las elecciones parlamentarias de 1995, decide postular al Congreso de la República por la alianza CODE-País Posible liderada por Alejandro Toledo como candidato presidencial. Vargas luego resultó elegido como congresista para el periodo parlamentario 1995-2000 con 49,652 votos.
En el parlamento ejerció como presidente de la Comisión de Derechos Humanos.
Vargas luego se apartó de CODE-País Posible para afiliarse a la bancada fujimorista Cambio 90-Nueva Mayoría. Al culminar su gestión, intentó ser reelegido en el cargo por la alianza Perú 2000 en las elecciones parlamentarias del 2000. Sin embargo, no resultó elegido.